# 부진정연대채무
부진정연대채무(不眞正連帶債務)란 여러명(수 인)의 채무자가 동일 내용의 급부에 관해 각자 독립하여 전부 급부의무를 부담하고 한 채무자의 이행으로 모든 채무자의 채무가 소멸하는 점은 연대채무와 같지만, 채무자간의 공동목적에 의한 주관적 관련이 없어 1인에 대하여 생긴 목적도달 이외의 사유는 다른 채무자에 영향을 미치지 아니하고 채무자간에 구상관계도 생기지 않는 채권관계로서 민법이 규율하는 연대채무에 속하지 않는 것을 말한다.

## 사례
- 기업이 분식회계 등의 방법으로 은행을 기망하여 대출을 받은 경우 당해 기업과 그 기업의 대표이사 등이 공동으로 불법행위책임을 부담하는 경우가 부진정연대채무이다[1].

- 甲은 乙이 운전하던 택시의 승객인데, 2010. 7. 1. 교차로에서 乙, 丙, 丁이 각 운전하는 차량의 3중 충돌사고로 부상을 입어 1,000만 원의 손해가 발생하였고, 조사결과 乙에게 10%, 丙에게 40%, 丁에게 50%의 과실이 인정된 경우, 甲에 대하여 乙, 丙, 丁은 부진정연대채무의 관계에 있다[2].

## 판례
- 이른바 부진정연대채무의 관계에 있는 복수의 책임주체 내부관계에 있어서는 형평의 원칙상 일정한 부담 부분이 있을 수 있으며, 그 부담 부분은 각자의 고의 및 과실의 정도에 따라 정하여지는 것으로서 부진정연대채무자중 1인이 자기의 부담 부분 이상을 변제하여 공동의 면책을 얻게 하였을 때에는 다른 부진정연대채무자에게 그 부담 부분의 비율에 따라 구상권을 행사할 수 있다.[3]

- 공동불법행위자는 채권자에 대한 관계에서는 연대책임(부진정연대채무)를 지되, 공동불법행위자들 내부관계에서는 일정한 부담 부분이 있고, 이 부담 부분은 공동불법행위자의 과실의 정도에 따라 정하여지는 것으로서 공동불법행위자 중 1인이 자기의 부담 부분 이상을 변제하여 공동의 면책을 얻게 하였을 때에는 다른 공동불법행위자에게 그 부담 부분의 비율에 따라 구상권을 행사할 수 있다.[4]

- 부진정연대채무자 중 소액 채무자가 자신의 채무 중 일부를 변제한 경우, 변제된 금액은 소액 채무자가 다액 채무자와 공동으로 부담하는 부분에 관하여 민법의 변제충당 일반원칙에 따라 지연손해금, 원본의 순서로 변제에 충당되고 이로써 공동 부담 부분의 채무 중 지연손해금과 일부 원금채무가 변제로 소멸하게 된다. 그리고 부진정연대채무자 상호 간에 채권의 목적을 달성시키는 변제와 같은 사유는 채무자 전원에게 절대적 효력이 있으므로, 이로써 다액 채무자의 채무도 지연손해금과 원금이 같은 범위에서 소멸하게 된다.[5]

- 동일한 경제적 목적을 가지고 있고 서로 중첩되는 부분에 관하여 일방의 채무가 변제 등으로 소멸할 경우, 타방의 채무도 소멸하는 관계에 있으면 성립할 수 있고, 반드시 양 채무의 발생원인, 채무의 액수 등이 서로 동일할 필요는 없다.[6]

- 부진정연대채무자 중 1인에 대한 채무면제가 다른 채무자에 대하여 효력이 미치지 않는다[7]

♥ 대법원전원합의체 판결 2012다74236 판결에서 소액채무자의 채무 소멸범위에 관하여 기존 판결의 과실비율설을 모두 파기 되고 외측설로 변경함. 과실상계의 법리는 손해배상책의 범위를 정할때만 적용하고 다액채무자의 무자력으로 인한 손해의 부담까지 적용되지 않음. 이로서 "누가 먼저변제하느냐"에 따라 변제 받을 수 있는 금액이 달라지는 과실비율설의 문제점이 해결됨. 자세한 내용은 외측설에 의하여 재정리가 필요함(유의요망:석종근행정사의견